# DSC Arminia Bielefeld
DSC Arminia Bielefeld is een Duitse voetbalclub uit Bielefeld, Noordrijn-Westfalen. De club werd opgericht in 1905 en speelt zijn thuiswedstrijden in de SchücoArena.
De club is recordhouder voor wat betreft het aantal keer promoveren naar het hoogste niveau. Zevenmaal lukte het de club, waarvan 2020 het recentst is. De club degradeerde ook zeven keer, wat ook een record is. Het langste verblijf in de hoogste afdeling is vijf jaar: van 1980-81 tot 1984-85, en van 2004-05 tot 2008-09. Vele malen werd de club geplaagd door financiële problemen.
Het grootste succes van de club tot dusverre is het behalen van de finale van de DFB-Pokal in het seizoen 2024/2025.

## Geschiedenis

### 1905-1933: West-Duitse bond
De club werd op 3 mei 1905 opgericht als 1. Bielefelder FC Arminia. De naam Arminia komt van de Cheruskische veldheer Arminius. Twee weken later speelde de club haar eerste wedstrijd op de Kaiser-Wilhelm-Platz tegen een team uit Osnabrück. In de herfst van 1905 nam de club contact op met de Duitse voetbalbond of de club zich gezien zijn geografische ligging moest aansluiten bij de Noord-Duitse of West-Duitse voetbalbond. De West-Duitse bond richtte daarom vanaf 1906 een nieuwe competitie in voor de regio rond Bielefeld, het Voetbalkampioenschap van Ravensberg-Lippe, waar Arminia samen met drie clubs uit Osnabrück in speelde. In 1907 sloot FC Siegfried zich bij de club aan en de club verhuisde naar een terrein bij de Kaiserstraße. Na één seizoen kwamen er twee reeksen, een voor Osnabrück en een voor Bielefeld. Arminia werd groepswinnaar en nam het op tegen FC Teutonia Osnabrück voor de algemene titel, maar verloor met 1:4. De twee reeksen werden weer samengevoegd en Arminia werd opnieuw vicekampioen achter Teutonia. De stad nam het terrein van de club in beslag en er doken financiële problemen op. In 1910 werd een nieuw terrein in gebruik genomen dat ingewijd werd met een wedstrijd tegen Essener TB.
Na een middelmatig seizoen werd de competitie in 1910/11 opnieuw gesplitst nadat er ook clubs uit Hamm en Münster bij kwamen. Arminia werd tweede achter Hammer FC 1903.

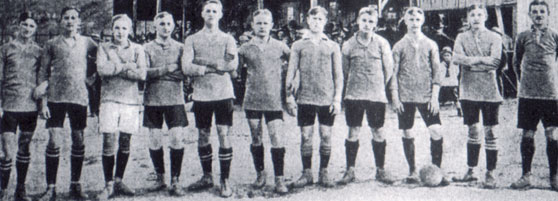
Elftal in 1911

De competitie van Ravensberg-Lippe werd ontbonden en de clubs gingen in de Westfaalse competitie spelen. Na een eerste kwakkelseizoen werd de club in het tweede seizoen kampioen van de oostgroep. Er was geen wedstrijd om de algemene titel en beide groepswinnaars plaatsten zich voor de West-Duitse eindronde, waar de clubs wel tegenover elkaar gezet werden. Arminia won met 5:1 van BV 04 Dortmund en versloeg ook Solinger FC 1895. In de halve finale verloor de club van SC Union 05 Düsseldorf. Later bleek dat beide clubs tegen de verkeerde tegenstander gespeeld hadden in de kwartfinales, waarop de bond besloot zowel Bielefeld als Düsseldorf uit te sluiten en Duisburger SpV tot kampioen uit te roepen. De volgende jaren moest de club genoegen nemen met de vicetitel. Stadsrivaal VfB 03 Bielefeld werd ook sterker. Tijdens de Eerste Wereldoorlog werd de competitie opgesplitst en Arminia werd twee keer kampioen van Ravensberg-Lippe, maar er was geen verdere eindronde meer voor de algemene titel.
Na de oorlog fuseerde de club met turnvereniging Bielefelder Turngemeinde 1848 met het doel om een grote omnisportvereniging te worden, de club ging onder de naam TG Arminia Bielefeld spelen. In het eerste naoorlogse seizoen eindigde de club derde maar had enkele wedstrijden minder gespeeld dan de nummer twee. In 1920/21 werd de competitie gesplitst in twee reeksen en Arminia werd groepswinnaar. De club zou het in de finale opnemen tegen SC Preußen Münster, maar Bielefeld had op illegale wijze een speler van Hammer SpV 04 verworven en werd drie maanden uitgesloten. Het volgende seizoen schitterde Arminia door met het maximum van de punten kampioen te worden. De club wist ook de West-Duitse eindronde te winnen en plaatste zich zo voor de eindronde om de landstitel, waar ze in de eerste ronde met zware 5:0 cijfers verloren van FC Wacker München.
Op 22 oktober 1922 ging de club failliet waarop op 6 november de club heropgericht werd als 1. Bielefelder FC Arminia en ook de Bielefelder TG 1848 werd heropgericht. De competitie was opgesplitst in twee reeksen en Arminia werd opnieuw met het maximum van de punten groepswinnaar en versloeg in de finale Preußen Münster met 7:0. In de eindronde werd FC Jahn Siegen versalgen en in de finale troffen ze TuRU 1880 Düsseldorf. Na de eerste helft stond het 3:1 voor Düsseldorf en de supporters van TuRU stuurden al postduiven naar het thuisfront met het overwinningsbericht, maar in de tweede helft kwam Arminia terug gelijk en sleepte verlengingen uit de brand, waarin ze nog scoorden en opnieuw West-Duits kampioen werden waardoor ze zich ook plaatsten voor de eindronde om de landstitel. De club werd geloot tegen SC Union 06 Oberschöneweide en na 2,5 uur wedstrijd stond het nog steeds 0:0. In de replay twee weken later kwam Bielefeld na 85 minuten op voorsprong, maar kort voor het affluiten kwam Oberschöneweide gelijk waardoor er verlengingen kwamen; deze keer trok Bielefeld aan het kortste eind en scoorde Oberschöneweide. Op 10 mei 1923 speelde Walter Claus-Oehler als eerste speler van Arminia voor het nationale elftal in een wedstrijd tegen Nederland. Het zou nog 75 jaar duren vooraleer een tweede Arminia speler die eer te beurt zou vallen. In 1923/24 werd de club weer Westfaals kampioen, na een weinig spannende finale tegen BV Westfalia 08 Scherlebeck (9:0). De eindronde werd in groepsfase gespeeld en Arminia moest genoegen nemen met een tweede plaats achter Duisburger SpV. Het volgende seizoen was er één reeks en Arminia eindigde eerste samen met VfL 1899 Osnabrück en mocht naar de eindronde na een beslissende wedstrijd, de club werd daar derde. De wedstrijd tussen Arminia Bielefeld en Preußen Münster van 1 november 1925 was de eerste wedstrijd die live op de Duitse radio te volgen was, Arminia won met 5:0. Op 30 januari 1926 nam de club op initiatief van een bestuurslid de naam Deutscher Sport Club Arminia aan, op basis van patriottistische redenen. Aan het einde van het seizoen won de club de titel maar kon in de eindronde geen potten breken. Aan het einde van het seizoen nam de club na 21 jaar in verschillende stadions gespeeld te hebben een nieuw stadion in gebruik, de Alm, waar de club ook nu nog speelt. Het nieuwe stadion werd in een galawedstrijd ingewijd op 1 mei 1926 tegen SC Victoria Hamburg. Het volgende seizoen waren er opnieuw twee reeksen en Arminia won zijn groep en maakte in de finale SC Borussia 08 Rheine met de grond gelijk, echter kon de club opnieuw geen rol van betekenis spelen in de eindronde. In 1927/28 moest de club VfB 03 Bielefeld voor laten gaan. Het jaar erop kreeg de club enigszins eerherstel door groepswinnaar te worden, maar in de finale moest het de duimen leggen voor SpVgg Herten. In 1929/30 beleefde de club een erg mager seizoen met slechts een vijfde plaats, de toeschouwersaantallen liepen terug en er doken weer financiële problemen op. Door enkele lucratieve vriendschappelijke wedstrijden te spelen tegen Duitse topclubs als Hamburger SV en 1. FC Nürnberg kreeg de club de problemen onder controle. Na een tweede plaats achter VfB 03 het volgende seizoen werd de club vierde in 1931/32, maar won dat jaar wel de beker van Westfalen in de finale van VfL Osnabrück. Het volgende seizoen wist de club opnieuw de groepswinst te behalen en stond opnieuw tegenover SpVgg Herten. Beide wedstrijden eindigden in een gelijkspel waardoor er een derde beslissende wedstrijd kwam die Arminia met 4:2 won. In de eindronde verloor de club wel meteen van SuS Hüsten 09.

### 1933-1945: Gauliga
In 1933 kwam de NSDAP aan de macht in Duitsland en zij herstructureerden de competitie. De West-Duitse bond en zijn acht competities verdwenen en maakten plaats voor drie Gauliga's. Arminia werd door zijn titel geselecteerd voor de Gauliga Westfalen. Met slechts zes punten uit achttien wedstrijden degradeerde de club al na één seizoen naar de Bezirksliga Ostwestfalen. Na twee vicetitels werd de club kampioen in 1937, maar werd slechts derde in de eindronde om promotie. Het volgende seizoen werd de club opnieuw kampioen en in de eindronde om promotie zat Arminia in een groep met FC 06 Schwelm en VfB Alemannia Dortmund en won alle wedstrijden waardoor ze weer promoveerden. Helmut Kronsbein was een van de spelers van het promoverende elftal, hij zou in 1954 Hannover 96 naar de Duitse landstitel leiden. In het eerste seizoen eindigde de club gedeeld zesde, maar kon wel gelijk spelen tegen FC Schalke 04, dat in deze dagen de absolute topclub was en elf jaar op rij kampioen werd van de Gauliga.
In 1939/40 stond de club in februari voorlaatste en het leek alsof ze op de terugweg naar de Bezirksliga waren, maar door een formidabele wederopstanding door nog tweede te eindigden, zij het met kilometers achterstand op Schalke 04. Borussia Dortmund werd dat seizoen in de pan gehakt met 8:2, de Dortmunders namen het volgende seizoen wel revanche door in Bielefeld met 2:10 te gaan winnen. De volgende twee seizoenen eindigde de club in de middenmoot. Wel won de club in 1941/42 met 13:4 van VfL Altenbögge, de wedstrijd met het meeste doelpunten uit de geschiedenis van de Gauliga Westfalen. Altenbögge eindigde gelijk vijfde met Arminia en had hetzelfde doelsaldo. Arminia versloeg dat jaar ook Schalke, Schalke verloor tussen 1933 en 1944 slechts zes wedstrijden in de reguliere competitie van de Gauliga.
Hoe langer de oorlog duurde des te moeilijker werd het om een volwaardig elftal op te stellen. Er werd meestal beroep gedaan op jeugd, veteranen of reizigers om mee te spelen. Vele clubs die normaal rivaal zijn van elkaar bundelden tijdens de oorlog tijdelijk de krachten in een oorlogsfusie (KSG). Op 25 juli 1943 ging de club samen met VfB 03, een succes was dit echter niet want de club werd laatste. Er vond geen degradatie plaats omdat de competitie werd opgesplitst in meerdere lokale reeksen omdat het moeilijker werd om afstanden te overbruggen. In het laatste seizoen speelde de club tegen SpVgg Union 08 Herford en na deze wedstrijd werd de competitie afgebroken.
Arminia liet zich in het nazi-tijdperk niet van zijn mooiste kant zien. In een artikel van de Westfälischen Zeitung stuurde de club een bericht uit dat ze openlijk het regime van de Führer steunden. Zo voerde Arminia in 1933 relatief snel het leidersbeginsel (Führerprinzip) in waardoor de NSDAP een zekere machtspositie verkreeg. Daarmee was Arminia ook de enige ploeg in Bielefeld: andere ploegen zoals VfB 03 Bielefeld en SpVgg Fichte Bielefeld stonden eerder sceptisch tegenover de nazi's. Joodse Arminialeden werden uitgesloten en mochten ook het stadion niet meer in. Voormalig bestuurslid Fritz Grünewald moest zijn gouden eremedaille van de club inleveren. Grünewald, die in het Getto van Warschau stierf, kreeg zijn medaille postuum terug in 2003. Ook de voormalige voorzitter Julius Hesse werd uitgesloten terwijl hij in 1909 de club van de ondergang had gered nadat Arminia failliet was gegaan en zijn veld verloren had, waardoor veel spelers naar VfB 03 Bielefeld waren gegaan. Hij stierf in het uitroeiingskamp Auschwitz.

### 1945-1969: Naoorlogse periode
De stad Bielefeld bleef tijdens de oorlog enigszins gespaard van bombardementen. Na de oorlog werden alle Duitse clubs ontbonden, maar Arminia werd al snel heropgericht. Er kwamen ook fusiegesprekken met VfB 03, maar beide clubs wilden hun traditie behouden. In de zomer van 1945 kwamen de clubs die in de Gauliga speelden bij elkaar om een nieuwe competitie in te richten, de Landesliga Westfalen. Arminia werd voorlaatste en degradeerde. De club hoopte meteen terug te kunnen keren, maar eindigde slechts vijfde in de Bezirksliga. Na dit seizoen werd de Oberliga West ingevoerd als een van de vijf hoogste klassen in Duitsland. Arminia verzeilde nu voor het eerst in zijn bestaan in de derde klasse. De club werd autoritair kampioen met een puntensaldo van 41:3 en doelsaldo van 112:29. Speler Helmut Ullmann, die van SG Chemnitz-West overgekomen was had zijn club verzwegen dat hij ook nog in Hannover actief was. Hannover lag in een andere bezettingszone en het duurde zes maanden alvorens een speler mocht wisselen. Hierdoor kreeg Arminia 14 strafpunten waardoor ze de promotie aan hun neus zagen voorbij gaan. Na enkele wedstrijden gespeeld te hebben in 1948/49 besloot de bond om de Landesliga met twee plaatsen uit te breiden, waardoor Arminia in extremis nog tijdens het seizoen promoveerde. Arminia slaagde erin de titel te behalen en in de eindronde met SpVgg Herten en VfL Witten stonden de drie clubs na het einde samen eerste. De clubs troffen zich opnieuw op neutraal terrein en na een overwinning op Herten in Gladbeck versloeg de club ook Witten in Münster. Hierdoor promoveerde de club naar de Oberliga.
In de Oberliga volgde de ontnuchtering en Arminia werd voorlaatste en degradeerde naar de dat seizoen ingevoerde II. Oberliga. De club eindigde in de middenmoot in het eerste jaar en werd vierde in 1952. Hierdoor plaatste Arminia zich voor het volgende seizoen waarin er nog maar één reeks was. Na nog een zesde plaats volgde een degradatie in 1954. Na de degradatie waren er opnieuw fusiegesprekken met VfB 03, maar deze club hield de boot af. VfB werd zelfs kampioen en promoveerde voor één seizoen terwijl Arminia genoegen moest nemen met een derde plaats. De volgende jaren bleef de club telkens in de top vijf eindigen, maar maakte geen kans op promotie. In 1962 werd de club kampioen van Westfalen en nam deel aan de eindronde om promotie met Duisburger FV 08 en TuRa Bonn. Na een 0:1 verlies tegen Bonn won de club van Duisburg en nadat Bonn uiteindelijk verzaakte aan promotie mocht Arminia in de plaats promoveren. Het was tevens het laatste seizoen dat de club in dezelfde reeks als VfB 03 zou spelen. Het seizoen in de II. Oberliga werd belangrijk omdat in 1963 de Bundesliga ingevoerd werd als hoogste klasse, daarmee was Duitsland een van de laatste landen in Europa die een competitie uit één reeks invoerde als hoogste klasse. Omdat veel Oberligaclubs naar de tweede klasse zouden moeten degradeerden er acht van de zestien clubs uit de II. Oberliga. Arminia stond na 20 speeldagen voorlaatste met 14 punten. De kwalificatie voor de nieuwe Regionalliga leek ver weg. Trainer Jakob Wimmer werd ontslagen en vervangen door Hellmut Meidt en onder zijn leiding won de club acht van de negen volgende wedstrijden. Op de laatste speeldag versloeg de club nog Dortmunder SC 1895 en sprong zo in extremis nog naar de zevende plaats. De kwalificatie betekende niet niets voor de club want van de acht clubs die het niet haalden slaagde enkel VfL Bochum erin om terug te keren naar het profvoetbal.
Arminia begon aan de Regionalliga met een 6:1 tegen Sportfreunde Hamborn 07 en speelde een goede heenronde, maar had tegenslagen in de terugronde en kreeg zelfs een 0:8 draai om de oren van latere kampioen Alemannia Aachen en de club eindigde elfde. In 1965 werd de club vijfde maar omdat de financiële middelen beperkt waren konden geen grote spelers aangetrokken worden en in 1966 werd de club tiende, dat seizoen won de club wel de West-Duitse beker. Ernst Kuster kwam van KSV Hessen Kassel over naar Arminia in 1966 en werd daar de succesvolste spits in de clubgeschiedenis. Arminia werd herfstkampioen en had lang uitzicht op de eerste of tweede plaats en daarmee verbonden eindronde om promotie, door een verlies op de laatste speeldag tegen Wuppertaler SV werd de club uiteindelijk derde. De fans van de club hadden hoge verwachtingen voor de volgende seizoenen en de club werd vierde en zevende de volgende jaren. In 1969/70 speelde de club in de middenmoot toen Egon Piechaczek trainer werd in november. De club werkte zich op en midden april nam de club de leiding van Bochum over na een onderlinge confrontatie. Op de laatste speeldag verloor de club van middenmoter Bayer 04 Leverkusen. Dit was een tactische nederlaag waardoor Bochum de titel nam en Bielefeld bij de eindronde niet werd ingedeeld bij Kickers Offenbach, waarvan gedacht werd dat het het sterkste elftal was. Arminia won de ene groep en Offenbach de andere, net voor Bochum.

### 1970-1994: Bundesliga en magere jaren
De stad en omgeving supporterden hevig voor de club en Arminia had het op een na beste toeschouwersgemiddelde van de Bundesliga dat seizoen. Het duurde wel tot de zesde speeldag vooraleer de eerste zege geboekt werd. Om het behoud te verzekeren ging de club tot het uiterste en besloot zelfs om andere teams om te kopen. De club had spelers van Schalke, Offenbach, Hertha BSC en VfB Stuttgart omgekocht. Eintracht Braunschweig kreeg 40.000 Mark aangeboden als ze zouden winnen van Rot-Weiß Oberhausen. Een omkooppoging bij MSV Duisburg mislukte. Nadat het schandaal aan het licht kwam werd de club veroordeeld tot degradatie naar de hoogste amateurliga. Arminia mocht het seizoen uitspelen en zou 19 punten halen (laatste plaats), maar alle punten werden afgetrokken. Nadat de club in beroep ging werd de straf verminderd en mocht de club gewoon weer aantreden in de Regionalliga met een achterstand van tien punten. De club kon een financiële instorting vermijden door enkele goede spelers van de hand te doen en de supporters van de club redden Arminia met donaties.
In de Regionalliga vocht de club lange tijd tegen degradatie tot een serie van zeven wedstrijden zonder nederlaag volgde. De strafpunten werden omgezet in een geldstraf, anders was de club aan het einde van het seizoen derde laatste geëindigd, nu eindigde de club elfde. Het volgende seizoen werd belangrijk omdat dit diende als kwalificatie voor de 2. Bundesliga, die vanaf 1974 ingevoerd zou worden als nieuwe tweede klasse. De DFB liet de resultaten van de afgelopen vijf jaar meetellen. Arminia had een comfortabele positie, maar na twintig speeldagen stond de club voorlaatste met negen punten en de DFB had al besloten dat de drie laatsten sowieso zouden degraderen, ongeacht hun resultaten van de voorgaande jaren. Met een nieuwe trainer en enkele aanwinsten na de winterstop kon de club zich redden met een veertiende plaats, maar in het overzicht van de laatste vijf jaar eindigde Arminia vierde.

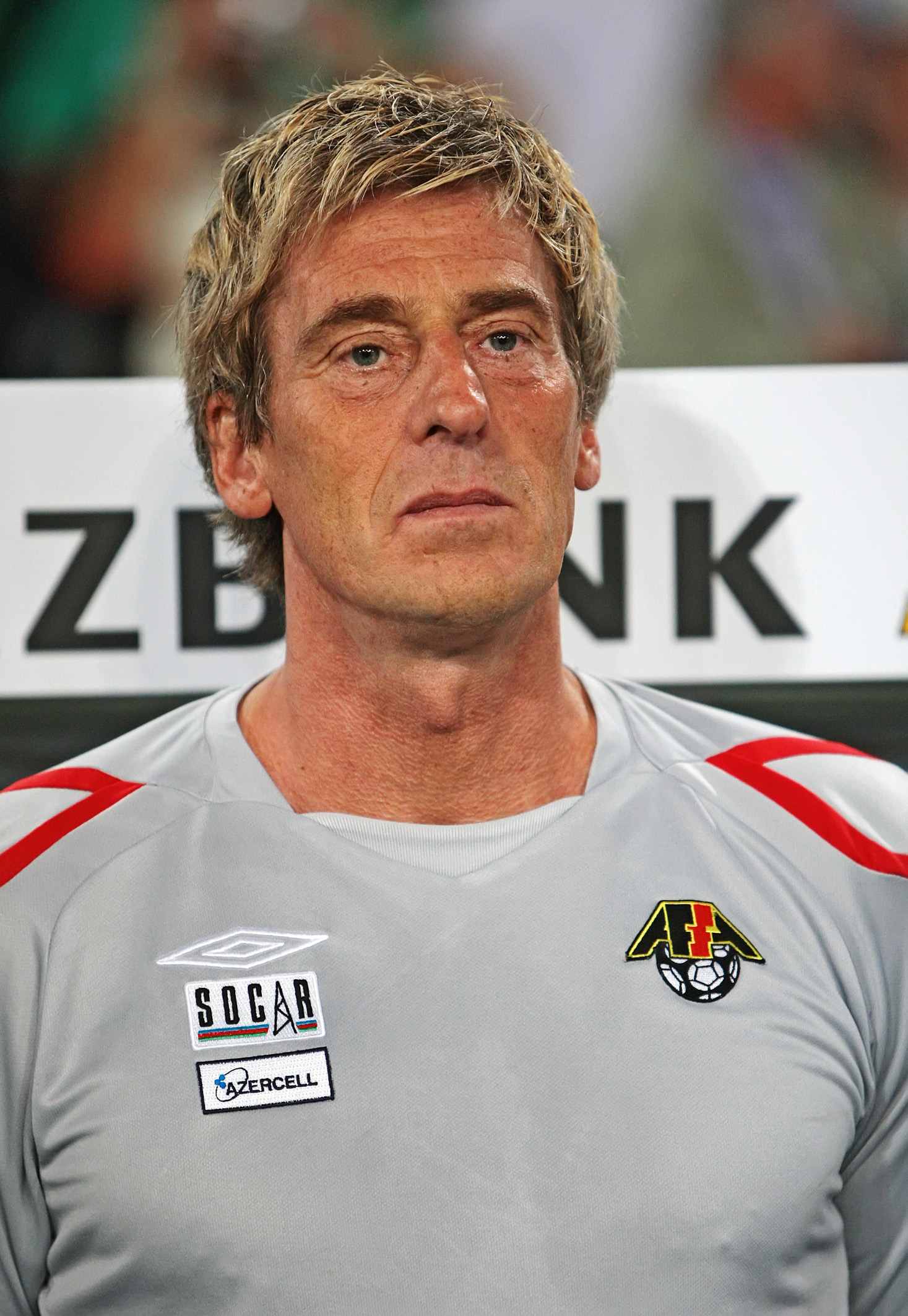
Uli Stein

Arminia startte met dertien wedstrijden zonder nederlaag in de 2. Bundesliga. Aan het einde van het seizoen stond de club vierde en had veertien keer gelijk gespeeld, waardoor de club waardevolle punten verspeelde, aangezien de nummer twee in de stand slechts één punt voorsprong had op Arminia. Volker Graul werd dat seizoen topschutter met 30 goals, tegen HSV Barmbek-Uhlenhorst scoorde hij vijf keer in één wedstrijd. Op 2 februari 1975 werd er ook een vriendschappelijke wedstrijd gespeeld tegen het grote Real Madrid dat met 2:4 won. Het volgende seizoen stond de club even aan de leiding maar zakte na enkele tegenslagen weg naar de negende plaats. In 1976/77 werd Arminia herfstkampioen, maar door een mindere terugronde moest de club FC St. Pauli nog voor laten gaan. De club nam het op tegen TSV 1860 München om nog te kunnen promoveren naar de Bundesliga. Na een klinkende 4:0 overwinning leek niets een terugkeer in de weg te staan, echter slaagde ook München erin om met 4:0 te winnen. In het Frankfurter Waldstadion won München de beslissende wedstrijd ook met 0:2. Het volgende seizoen stond de club na de helft van het seizoen op een vijfde plaats. Van de laatste negen wedstrijden won Arminia er acht en slaagde erin de titel te winnen waardoor terugkeerden naar de Bundesliga.

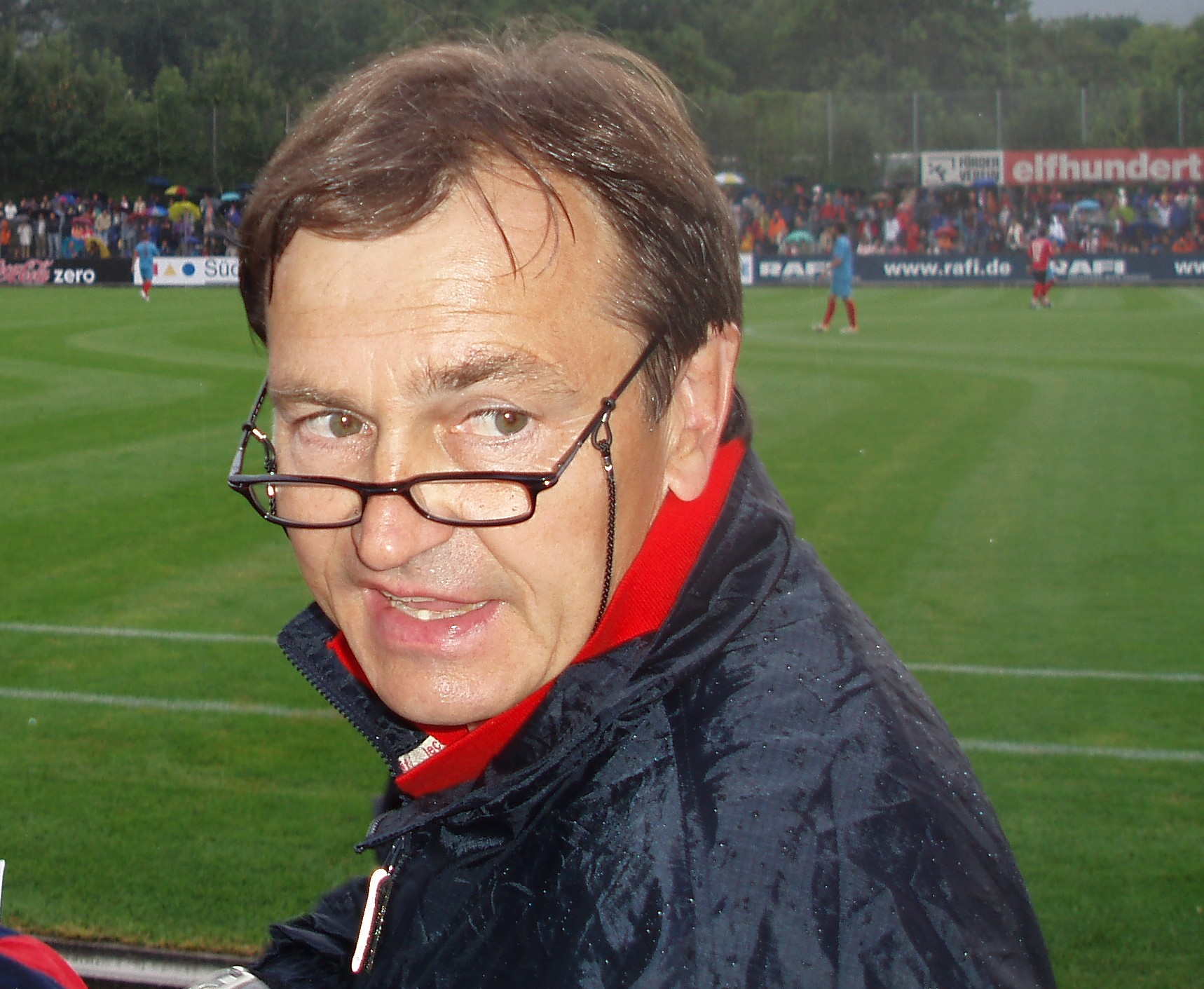
Ewald Lienen speelde vijf jaar voor Arminia

Na een slechte start nam Otto Rehhagel het roer over en bracht de club naar de tiende plaats aan de winterstop. Op 10 maart 1979 versloeg de club Bayern München met 4:0. Na deze sensationele zege ging het echter snel bergaf met de club en uit de resterende vijftien wedstrijden haalde de club slechts twee zeges en stond aan het einde van het seizoen derde laatste en degradeerde. In de 2. Bundesliga startte de club middelmatig maar werd aan het einde van het seizoen kampioen en haalde al vijf speeldagen voor het einde de titel binnen. De club bleef 28 speeldagen zonder nederlaag en had een serie van twaalf opeenvolgden overwinningen en had een doelsaldo van 120:31. Op de voorlaatste speeldag werd Arminia Hannover nog met 11:0 in de pan gehakt, de tot op heden grootste overwinning voor een club in de 2. Bundesliga. Door het goede resultaat begon de club optimistisch in de Bundesliga, maar na zes wedstrijden hadden ze nog maar één punt en in oktober stond de club laatste. De club maakte wel een betere terugronde en op de 30ste speeldag nam de club het op tegen degradatieconcurrent TSV 1860 München. Tot in de 88ste minuut stond München 1:2 voor, maar door enkele dolle minuten kon Arminia nog twee keer scoren en won waardoor het behoud aan het einde van het seizoen verzekerd werd. De wedstrijd ging de clubgeschiedenis in als het wonder van 9 mei. Ook het volgende seizoen startte de club slecht maar door een betere terugronde behaalde de club de twaalfde plaats. Arminia nam voor het eerst deel aan de Intertoto Cup, in een groep met vier clubs eindigde Bielefeld tweede achter Widzew Łódź. In 1982/83 had de club voor het eerst een goede start en stond na enkele speeldagen aan de leiding. Op 6 november 1982 stond de club nog steeds zesde toen ze tegen Borussia Dortmund speelden. Na de eerste helft stond het nog 1:1, maar in een wervelende tweede helft scoorde Dortmund nog tien keer waardoor het 1:11 werd. De club kwam dat seizoen niet in degradatiegevaar en werd achtste. Aansluitend in de Intertoto werd Arminia opnieuw tweede, nu achter Hammarby IF. Het volgende seizoen behaalde de club opnieuw de achtste plaats en nu met twee punten meer, dit zou het beste seizoen ooit worden voor de club in de Bundesliga. Ondanks de goede prestaties liepen de toeschouwersaantallen terug van gemiddeld 23.000 in 80/81 naar 14.000 in 83/84.
Wegens financiële problemen moesten enkele goede spelers verkocht worden, wat zijn weerslag had op de prestaties. Arminia werd derde laatste en moest barrage spelen tegen tweedeklasser 1. FC Saarbrücken. De heenwedstrijd werd met 2:0 verloren en de terugwedstrijd eindigde in een gelijkspel waardoor Arminia na vijf jaar de Bundesliga moest verlaten. De club nam opnieuw deel aan de Intertoto Cup en werd tweede in zijn groep achter Maccabi Haifa. De verrassende degradatie trof de club zwaar. Tijdens de vijf Bundesligajaren gaf de club zes miljoen mark meer uit dan het binnen kreeg en de club keek tegen een schuldenberg van 3 miljoen aan. Ondanks dat de club enkele goede spelers van de hand deed om de schulden te dekken draaide Arminia bovenaan mee in de 2. Bundesliga en had uitzicht op onmiddellijke terugkeer bij de elite, echter na vijf wedstrijden zonder overwinning belandde de club op een vierde plaats. Het volgende seizoen kreeg de club te kampen met enkele blessures. Op 18 oktober 1986 speelde Arminia tegen Saarbrücken en er waren slechts zeven profspelers beschikbaar en volgens de regels van de bond mag een profclub slechts drie amateurspelers inzetten waardoor Arminia de wedstrijd met tien begon. Nadat een profspeler zich na tien minuten blesseerde en niet vervangen mocht worden stond Arminia met slechtst negen tegenover de elf van Saarbrücken. Tot de 79ste minuut kon de club standhouden met 1:1 maar dan scoorde Saarbrücken nog twee keer. Aan het einde van het seizoen eindigde de club toch nog op de negende plaats, maar keek nog steeds tegen een grote schuldenberg aan. Het bestuur overwoog om een vrijwillige terugtrekking uit de 2. Bundesliga maar koos uiteindelijk voor een gerechtelijke schikking. Na lange onderhandelingen scholden een aantal schuldeisers de schulden kwijt. Om de rest van de schulden te dekken speelde de club enkele benefietwedstrijden tegen Bayern München, 1. FC Köln en een elftal samengesteld uit teams uit de 2. Bundesliga, waarvan de opbrengsten volledig naar Arminia ging. Nu de problemen min of meer van de baan waren kon de club geen degelijke ploeg meer opstellen en de club werd laatste en moest na 25 jaar betaald voetbal degraderen.
Ernst Middendorp werd trainer van de club en dat bleek een geluk. Hij bouwde een jong team uit en stond lange tijd met zijn ploeg aan de leiding. Op de laatste speeldag had de club genoeg aan een gelijkspel tegen VfB Rheine, maar ze verloren en Preußen Münster nam in extremis de titel over. In het tweede Oberligaseizoen wist Arminia wel de titel te behalen. In de eindronde om promotie werd de club derde in zijn groep. Het missen van de promotie betekende een ramp voor de club die vele talenten zag vertrekken naar clubs die in de hoogste twee klassen speelden. De volgende vier jaar startte de club telkens met de hoop te promoveren en stond ook vaak aan de leiding maar ging tijdens het seizoen door de knieën en eindigde wel steevast in de top vijf, maar met grote achterstand op de kampioen. In 1990/91 kwamen gemiddelde 2320 toeschouwers kijken, een laagterecord. In 1994 eindigde de club derde, wat volstond op zich te kwalificeren voor de heringevoerde Regionalliga, die nu de derde klasse werd. De club kreeg ook een financiële injectie en werd in de pers Arminia Vielegeld genoemd en was topfavoriet voor de promotie in 1995. Trainer Wolfgang Sidka moest echter na vier speeldagen al opkrassen bij de club toen Middendorp opnieuw het roer overnam en de club naar de titel leidde na op de laatste speeldag met 4:0 te winnen van Borussia Neunkirchen. Bij de terugkeer in de 2. Bundesliga ging het goed met de club en de club kwam zelfs aan de leiding, maar na drie nederlagen op rij moest Arminia de rol even lossen. Echter doordat ook de concurrentie punten liet liggen, bleven ze bovenaan meedraaien en uiteindelijk tweede werden waardoor ze voor het tweede jaar op rij promoveerden.

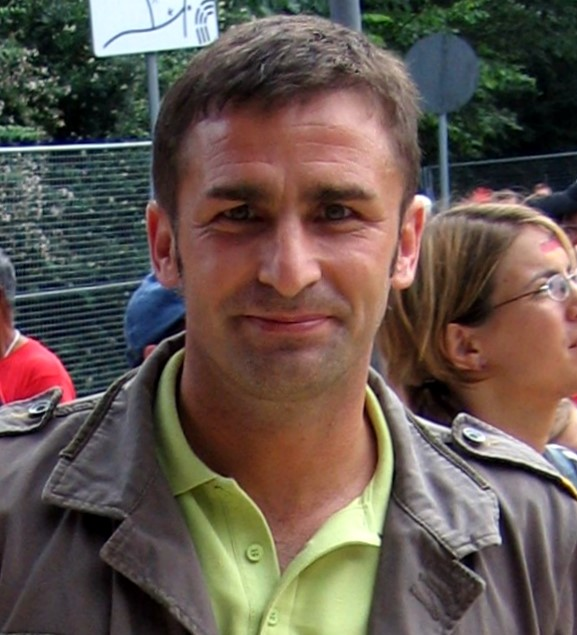
Stefan Kuntz was tussen 1996 en 1998 spits

### 1996-2009: Tussen Bundesliga en 2. Bundesliga
Aanwinst voor het nieuwe Bundesligaseizoen was onder andere Stefan Kuntz, die met het nationale elftal Europees kampioen geworden was. Hij kwam over van Beşiktaş Istanboel voor 2,5 miljoen mark en was de eerste international in 73 jaar voor de club. Na een zwakke start kon de club door drie opeenvolgende thuisoverwinningen rustig de winterstop in. Het behoud werd ook voor het einde van het seizoen veilig gesteld, al eindigde de club slechts veertiende. Het volgende seizoen versterkte de club zich met Ali Daei en Karim Bagheri, de eerste Iraanse spelers in de Bundesliga. Aan de winterstop stond Arminia veertiende en kon door de talrijke thuiswinsten de zwakke uitprestaties verdoezelen, echter na de winterstop volgden twaalf wedstrijden zonder zege waardoor Arminia op de laatste plaats belandde. Een van de redenen was de slechte sfeer in de groep die gecreëerd werd door de slechte verstandhouding tussen Kuntz en trainer Middendorp. Het was zelfs zo erg dat na een uitwedstrijd tegen HSV Middendorp kwaad werd na een interview te zien van Kuntz en de spelersbus verliet op 70 kilometer van huis en met de taxi terugkeerde. Na de degradatie uit de Bundesliga trok manager Rüdiger Lamm, die enkele jaren terug veel geld binnen bracht, zich terug. Na één seizoen kwam de club als kampioen terug in de Bundesliga. De eerste vier wedstrijden bleef de club zonder nederlaag, maar dan ging het bergaf en tussen 21 november 1999 en 28 februari 2000 verloor de club tien keer op rij, waardoor ze op gelijke hoogte kwamen met het record van SC Tasmania 1900 Berlin en 1. FC Nürnberg. Arminia degradeerde en om kosten te dekken moesten weer goede spelers verkocht worden. Ondanks een goed begin met vier overwinningen belandde de club na elf wedstrijden zonder zege in de degradatiezone en werd aan het einde van het seizoen dertiende. Het volgende seizoen verliep beter en met Artur Wichniarek als topschutter en werd de club tweede, waardoor ze voor de zesde keer promoveerden naar de Bundesliga, een record toen.

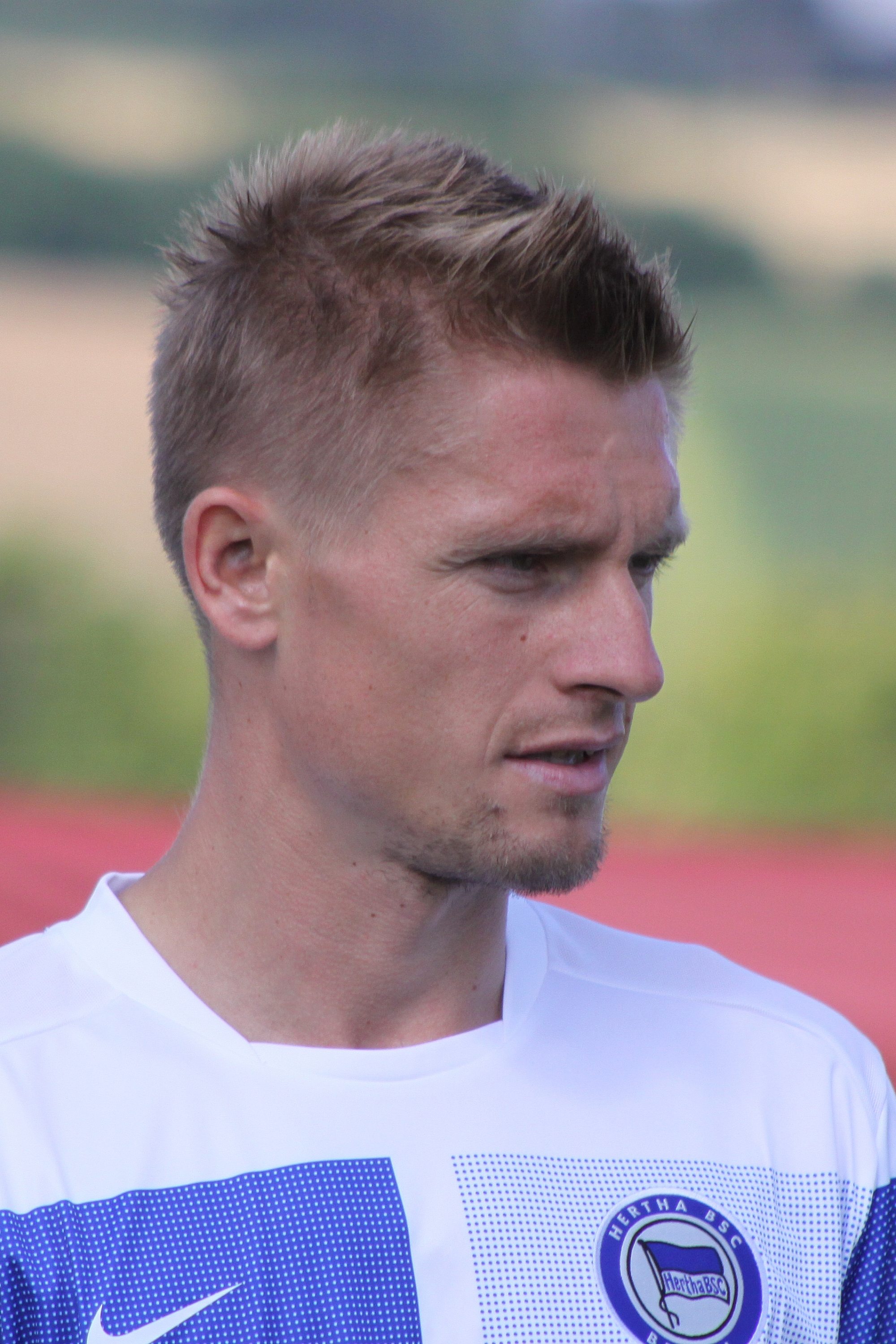
Artur Wichniarek

Na een 3:0 zegen tegen Werder Bremen stond de club voor de derde keer in de geschiedenis aan de leiding van de Bundesliga. Tussen de 14de en 19de speeldag bleef de club zes wedstrijden ongeslagen en had op de 28ste speeldag al 34 punten, waardoor het behoud binnen handbereik lag, echter werden er slechts twee punten gesprokkeld uit de laatste zes wedstrijden waardoor ze toch in de degradatiezone belandden. Het volgende seizoen was wisselvallig, na een slechte start kwam de club aan de leiding, maar aan de winterstop stond Arminia slechts achtste. Nadat de club na de winterstop nog drie wedstrijden niet kon winnen werd de trainer ontslagen. Uwe Rapolder nam het roer over en met 6 overwinningen op rij ging de club weer gestaag omhoog. Na een doelpuntenloos gelijkspel op de voorlaatste speeldag tegen VfL Osnabrück promoveerde Arminia voor de zevende keer. Wel staken liquiditeitsproblemen andermaal de kop op en spelers werden verlaat uitbetaald.

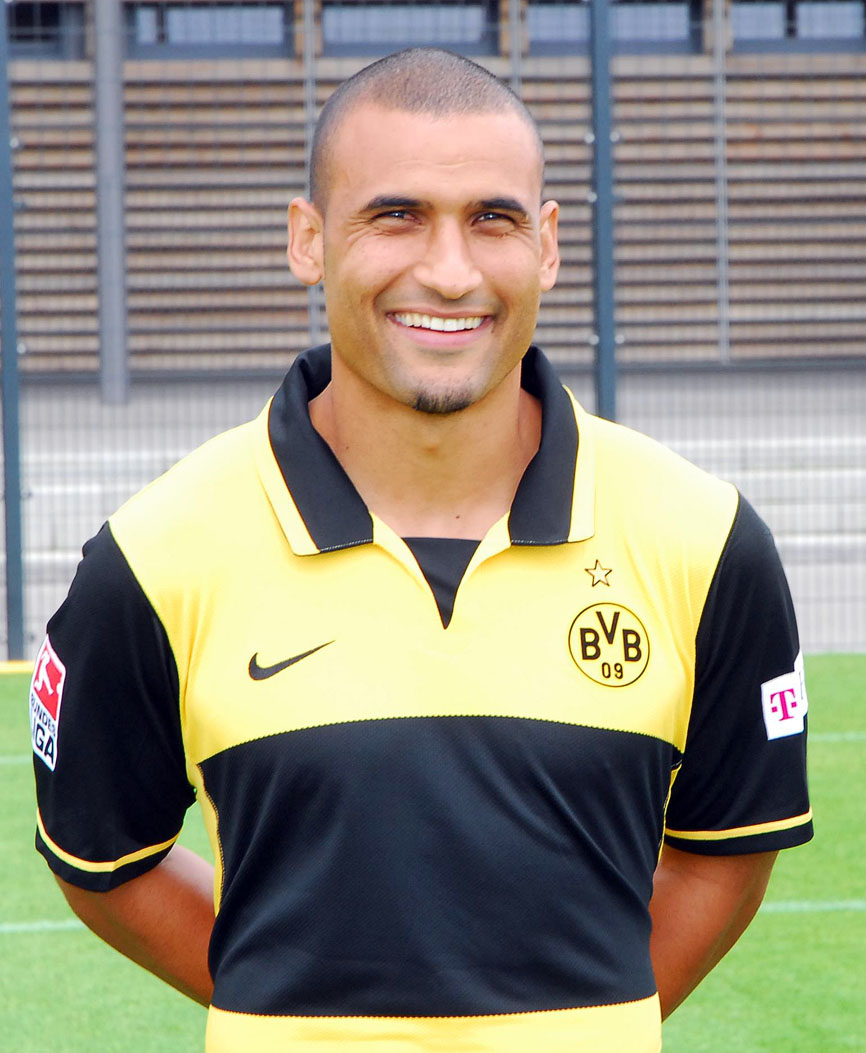
Delron Buckley

Na een mindere start kon de club voor het eerst drie uitwedstrijden op rij winnen. Nieuwkomer Delron Buckley bleek een aanwinst te zijn voor de club. Patrick Owomoyela werd zelfs gekozen voor het nationale elftal. Aan de winterstop had de club 24 punten, maar in de terugronde won Arminia slechts vier wedstrijden. Desondanks werd het behoud al vier speeldagen voor het einde verzekerd. In de DFB-Pokal bereikte de club voor het eerst de halve finale en verloor hier met 0:2 van Bayern München. Nadat Buckley een transfer kreeg naar Dortmund werd hij niet goed vervangen en de club had geen goalgetter meer, maar eindigde opnieuw op een dertiende plaats. In de DFB-Pokal stond de club opnieuw in de halve finale. Tegenstander was Eintracht Frankfurt, dat met 1:0 won. Een overwinning van Bielefeld zou ervoor gezorgd hebben dat de club zich voor de UEFA Cup plaatste omdat tegenstander in de finale, Bayern München, zich al voor de Champions League plaatste. In 2006/07 begon de club zoals gewoonlijk slecht aan het seizoen, maar herstelde zich en kon voor het eerst acht wedstrijden op rij ongeslagen blijven in de Bundesliga. Door interne problemen raakte de club toch weer in de degradatiezone en nadat Middendorp het roer, voor de derde keer, overnam zorgde hij met vier zeges op rij voor het behoud en zelfs de twaalfde plaats. Het volgende seizoen begon de club met 10 op 15 aan de competitie, daarna volgde echter een ommekeer die een dieptepunt bereikte na een 1:8 nederlaag tegen Bremen. Na een 6:1 nederlaag tegen Dortmund moest Middendorp plaats ruimen voor Detlev Dammeier die begon met een 2:0 zege tegen regerend kampioen VfB Stuttgart. Begin januari 2008 werd Michael Frontzeck trainer en hij kon de degradatie net verhinderen op de laatste speeldag.
Hoewel de club in 2008/09 de minste zeges (4) en meeste gelijke spellen (16) telden, stond de club tot op de laatste speeldag op de derde laatste plaats, die de heringevoerde eindronde tegen de derde van de 2. Bundesliga betekende. Jörg Berger werd trainer voor de laatste speeldag en bracht de club hoop. Door een zege van rechtstreekse concurrenten Energie Cottbus en Karlsruher SC eindigde de club nog als laatste. De korte samenwerking met Berger werd beëindigd.

### 2009-2019: Op en af tussen 2. Bundesliga en 3. Liga
Andermaal staken financiële problemen de kop op en de club kreeg vier strafpunten, waardoor ze zevende eindigden in plaats van vijfde en een geldboete van 50.000 euro. Door de bouw van een tribune die een pak meer geld kostte dan gepland zat de club helemaal in de problemen.
In het seizoen 2010/11 degradeerde de club uit de 2. Bundesliga. Enerzijds was dit het gevolg van de slechte prestaties op het veld, anderzijds het gevolg van financiële problemen. Door gebruik te maken van het Bundesliga-noodfonds kon de club 1,25 miljoen euro lenen van de Duitse bond maar daar stond tegenover dat er punten werden afgetrokken. Hierdoor was degradatie medio april 2011 een feit. De club kreeg wel een licentie voor de 3. Liga. De club begon het seizoen als favoriet om te promoveren, maar na vier speeldagen stond Arminia op een laatste plaats. De club deed het daarna iets beter, maar werd uiteindelijk slechts dertiende. In het seizoen 2012/2013 werd de club vicekampioen achter Karlsruher SC nadat het op de 37ste speeldag de beslissende match tegen VfL Osnabrück gewonnen had en kon nu wel promoveren.
In het seizoen 2013/14 nam Arminia een goede start en bereikte op de achtste speeldag zelfs de derde plaats, maar vanaf dan ging het steeds verder bergafwaarts. De club stond vrij snel op een degradatieplaats en slaagde er maar niet in om die te verlaten ondanks dat trainer Stefan Krämer in februari door de ervaren trainer Norbert Meier vervangen werd. Op de slotspeeldag ontmoette het Dynamo Dresden, dat samen met Arminia streed om het ticket voor de promotie-degradatiewedstrijden. Arminia deed wat het moest doen, namelijk winnen (3:2), hoewel het lang 2:2 stond waarmee Dynamo naar de play-offs zou gegaan zijn. In de play-offs versloeg Arminia SV Darmstadt 98 uit met 3:1 en leek bijna zeker van het behoud, maar in de terugwedstrijd was het lang spannend wie het zou halen. Arminia verloor thuis  met 2:4 door een goal in de allerlaatste minuut en daarom degradeerde het al na één seizoen weer in de 3. Liga. Door de degradatie vreesde de club kort zijn sterspeler Fabian Klos te verliezen. FC St. Pauli toonde namelijk veel interesse voor de boomlange spits. Fabian Klos besloot uiteindelijk zijn contract bij Bielefeld te verlengen, maar koppelde er wel een snelle terugkeer naar het tweede niveau aan vast als voorwaarde.
Na een valse start in het seizoen 2014/2015 wist de club na een 4:1 zege tegen tweedeklasser SV Sandhausen in de DFB-Pokal 2014/15 langzaam uit het dal te klimmen. Op de 15de speeldag werd de club een eerste keer leider na een 3:0 zege tegen FC Rot-Weiß Erfurt. Die positie moesten ze de volgende speeldag alweer afgeven aan SV Wehen Wiesbaden, maar die wisten ze op de 19de speeldag te heroveren en zouden die positie voor de rest van het seizoen, behalve op de 24ste speeldag, behouden. In de DFB-Pokal bleek Bielefeld de verrassing van het seizoen: het versloeg Hertha BSC na strafschoppen 0:0 (4:2) in de tweede ronde, Werder Bremen met 3:1 in de achtste finale en Borussia Mönchengladbach na strafschoppen 1:1 (6:5) in de kwartfinale. In de halve finale bleef VfL Wolfsburg echter te sterk voor de derdeklasser: Bielefeld werd met 4:0 verslagen. Bielefeld focuste zich vanaf dat moment op de promotie, maar slaagde er niet in om op de 35ste en 36ste speeldag de promotie veilig te stellen. Op de 37ste speeldag werd het echter nog even spannend toen Arminia in de cruciale match tegen hekkensluiter SSV Jahn Regensburg plots een 1:0-voorsprong verloor en na twee snelle goals van de bezoekers 1:2 achter kwam te staan. In de 87ste minuut wist Pascal Testroet, een spits die tijdens het seizoen niet zo vaak was ingezet en al zeker naar Dynamo Dresden zou gaan, de verlossende 2:2 te scoren na een hoekschop van Florian Dick. Arminia Bielefeld kon zo al na een jaar weer naar de 2. Bundesliga promoveren. Bielefeld sloot het seizoen uiteindelijk de volgende speeldag af als kampioen dankzij een overwinning bij nieuwkomer SG Sonnenhof Großaspach.
In het seizoen 2015/16 in de 2. Bundesliga slaagde Bielefeld er lang niet in om zich te laten gelden. De club kon in de heenronde maar 3 keer winnen en verloor ook veel punten door 11 gelijke spelen. Voor de winterpauze slaagde de club om nog een gelijkspel en een overwinning te behalen, waardoor Bielefeld met 24 punten op de 12de plaats kon overwinteren. In de terugronde waren de resultaten net zoals in de heenronde vrij wisselvallig, maar de club kon op de 31ste speeldag wel het behoud verzekeren dankzij een 4:2 thuisoverwinning tegen SpVgg Greuther Fürth. In de DFB-Pokal 2015/16 wist Bielefeld in tegenstelling tot het seizoen ervoor niet te stunten en werd al in de eerste ronde door Hertha BSC met 0:2 uitgeschakeld. In het seizoen 2016/17 slaagde Bielefeld er niet in om een goede vorm te vinden. Trainer Norbert Meier verliet de club voor SV Darmstadt 98. In zijn plaats kwam Rüdiger Rehm, de trainer van SG Sonnenhof Großaspach. Bielefeld zakte onder zijn leiding al snel naar de degradatierangen en stond na 10 speeldagen op de 17de plaats. Na een 4:0 nederlaag tegen Fortuna Düsseldorf op de 10de speeldag ontsloeg de club Rehm. Tijdens de zoektocht naar een nieuwe trainer nam Carsten Rump, cotrainer van Bielefeld, over en wist met 1:0 zege Bielefeld naar de achtse finales van de Duitse beker te leiden.  In Rehms plaats kwam Jürgen Kramny, de vroegere trainer van VfB Stuttgart. Ook hij wist Bielefeld niet uit de degradatiezone te leiden. Kramny slaagde er wel in om Bielefeld naar de kwartfinales van de Duitse beker te leiden, maar moest na de nederlaag tegen de 1. FC Nürnberg op de 25ste speeldag vertrekken. Rump nam opnieuw over en kon een 2:0 thuisoverwinning bewerkstelligen tegen 1. FC Kaiserslautern. Bielefeld was op zoek naar een nieuwe trainer en nam in maart 2017 de Luxemburger Jeff Saibene onder contract. Onder zijn leiding wist Bielefeld behaalde tot eind april 2 zeges, 4 gelijkspelen en 1 nederlaag, maar door de gelijkspelen bleef de club in de degradatiezone. Op de voorlaatste speeldag behaalde de club echter een onverwacht hoge 6:0 zege tegen Eintracht Braunschweig waardoor ze op de 15de plaats kwamen te staan. Op de laatste speeldag kon Bielefeld met 1:1 gelijkspel bij SG Dynamo Dresden het behoud verzekeren.
Het seizoen 2017/18 verliep anders dan het seizoen ervoor. Waar in het seizoen 2016/2017 de ploeg maar ternauwernood het behoud had kunnen verzekeren, belandde de ploeg nooit in de buurt van de degradatiezone en deed zelfs lang mee voor de eerste drie plaatsen. De ploeg belandde op de vierde plaats en beleefde daarmee zijn beste seizoen in de 2. Bundesliga sinds de degradatie in 2011. In de DFB-Pokal verliep het daarentegen niet goed: Bielefeld werd al in de eerste ronde door Fortuna Düsseldorf na verlengingen uitgeschakeld.
Ook seizoen 2018/19 was er eentje van de middenmoot.  De ploeg eindigde op een zevende plaats in de eindrangschikking.

### 2019-: Terugkeer naar de Bundesliga
Het seizoen 2019-2020 werd een succes, zodat na de 34ste speeldag op dinsdag 16 juni 2020 Arminia Bielefeld na 11 seizoenen de terugkeer naar de Bundesliga bewerkstelligde.

## Selectie 2022/23
| Nr.           | Naam                 | Nationaliteit    | Geboortedatum | Interlands | Vorige club                 |
| ------------- | -------------------- | ---------------- | ------------- | ---------- | --------------------------- |
| Keepers       |                      |                  |               |            |                             |
| 31            | Armin Gremsl         | Oostenrijk       | 13-08-1994    |            | Altach                      |
| 33            | Martin Fraisl        | Oostenrijk       | 10-05-1993    |            | FC Schalke 04               |
| 35            | Arne Schulz          | Duitsland        | 23-03-2003    |            | SV Rödinghausen             |
| 40            | Nils Hahne           | Duitsland        | 14-04-2004    |            | Wiedenbrück                 |
| Verdedigers   |                      |                  |               |            |                             |
| 2             | Lukas Klünter        | Duitsland        | 26-05-1996    |            | Hertha BSC                  |
| 3             | Guilherme Ramos      | Portugal         | 11-08-1997    |            | CD Feirense                 |
| 4             | Frederik Jäkel       | Duitsland        | 07-03-2001    |            | RB Leipzig                  |
| 5             | Bastian Oczipka      | Duitsland        | 12-01-1989    |            | 1. FC Union Berlin          |
| 6             | Oliver Hüsing        | Duitsland        | 17-02-1993    |            | 1. FC Heidenheim            |
| 22            | Silvan Sidler        | Zwitserland      | 07-07-1998    |            | FC Luzern                   |
| 24            | George Bello         | Verenigde Staten | 22-01-2002    |            | Atlanta United FC           |
| 30            | Andrés Andrade       | Panama           | 16-10-1998    |            | LASK                        |
| Middenvelders |                      |                  |               |            |                             |
| 8             | Christian Gebauer    | Oostenrijk       | 20-12-1993    |            | Altach                      |
| 11            | Masaya Okugawa       | Japan            | 14-04-1996    |            | Red Bull Salzburg (gehuurd) |
| 13            | Ivan Lepinjica       | Kroatië          | 09-07-1999    |            | HNK Rijeka                  |
| 14            | Jomaine Consbruch    | Duitsland        | 26-01-2002    |            | SV Ubbedissen               |
| 16            | Marc Rzatkowski      | Duitsland        | 02-03-1990    |            | FC Schalke 04               |
| 17            | Burak Ince           | Turkije          | 20-01-2004    |            | Altınordu FK                |
| 19            | Manuel Prietl        | Oostenrijk       | 03-08-1991    |            | SV Mattersburg              |
| 21            | Robin Hack           | Duitsland        | 27-08-1998    |            | 1. FC Nürnberg              |
| 37            | Benjamin Kanuric     | Oostenrijk       | 26-02-2003    |            | Rapid Wien                  |
| 39            | Sebastian Vasialadis | Duitsland        | 04-10-1997    |            | SC Paderborn 07             |
| Aanvallers    |                      |                  |               |            |                             |
| 9             | Fabian Klos          | Duitsland        | 02-12-1987    |            | VfL Wolfsburg II            |
| 10            | Bryan Lasme          | Frankrijk        | 14-11-1998    |            | FC Sochaux                  |
| 18            | Christopher Schepp   | Duitsland        | 14-04-2000    |            | Blau-Weiß Lohne             |
| 20            | Theo Corbeanu        | Canada           | 17-05-2002    |            | Wolverhampton Wanderers     |
| 23            | Janni-Luca Serra     | Duitsland        | 13-03-1998    |            | Holstein Kiel               |
| Trainers      |                      |                  |               |            |                             |
| T             | Daniel Scherning     | Duitsland        | 29-10-1983    |            | VfL Osnabrück               |
| AT            | Danilo de Souza      | Brazilië         | 29-11-1983    |            | VfL Osnabrück               |
| AT            | Kai Hesse            | Duitsland        | 20-06-1985    |            | Hannover 96                 |
| AT            | Sebastian Hille      | Duitsland        | 19-10-1980    |            | Rot Weiss Ahlen             |
| KT            | Marco Kostmann       | Duitsland        | 12-04-1966    |            | Hamburger SV                |

Stand: 08-02-2023

## Fancultuur

### Vriendschappen en rivaliteiten
Toen het vele op en af van de club begin jaren 70 begon, had de club enkele korte vriendschappen met de clubs Karlsruher SC en Bayern München, maar die verwaterden al snel en niet alle fans accepteerden ze. Enkele hooligangroeperingen van Arminia Bielefeld en Hamburger SV knoopten vriendschappelijke betrekkingen met elkaar aan vanaf de jaren 80. De vriendschap tussen die groepen begon uiteindelijk in de jaren 90 op veel andere fans over te slaan omdat Bielefeld in 1994 een aantal spelers van Hamburger SV haalde zoals Thomas von Heesen en Fritz Walter. Na 7 keer net niet kon de club in 1995 weer naar de 2. Bundesliga en in 1996 weer naar de Bundesliga promoveren. Dat alles mondde uit in een vriendschap die vandaag nog bestaat. Op de tribunes in Bielefeld hoort men regelmatig de slogan Schwarz-Weiß-Blau, Arminia und der HSV, wat naar de gedeelde kleuren in clubvlaggen verwijst. Daarnaast bestaat er ook nog een vriendschap met Hannover 96 maar die wordt maar door een deel van het publiek geaccepteerd.
Arminia Bielefeld koestert echter geen oude vijandschappen jegens andere ploegen omdat de ploeg als liftploeg vaak maar voor korte tijd tegen mogelijke rivalen uitkwam en de meeste rivaliteiten waren daardoor van tijdelijke aard. In Bielefeld zelf heeft de club maar een kleine rivaal: VfB Fichte Bielefeld, een kleine fusieclub die momenteel op het zesde niveau van het Duitse voetbal speelt. Deze rivaliteit ontstond omdat beide clubs tot eerste helft van de twintigste eeuw over de hegemonie in Bielefeld streden. VfB 03 Bielefeld, een van de voorgangers van VfB Fichte, had daarnaast een achterban uit de arbeidersklasse, Arminia Bielefeld daarentegen uit de burgerlijke klasse. In de vroege jaren dertig en midden de jaren vijftig moest Arminia Bielefeld zijn stadsgenoot tijdelijk laten voorgaan. In 1962 scheidden de wegen van beide clubs zich toen Arminia naar de II. Division West promoveerde. De clubs organiseren tegenwoordig wel elk jaar vriendschappelijke stadsderbys om het seizoen voor te bereiden.
De enige grote rivaal van Arminia Bielefeld is SC Preußen Münster. De rivaliteit ontstond in het seizoen 1988/1989 toen Bielefeld lange tijd op kop stond in de Oberliga Westfalen. Tegen het einde van het seizoen speelde Bielefeld iets slechter waardoor Preußen Münster steeds dichterbij kwam. Op de laatste speeldag had Arminia genoeg aan een gelijkspel tegen VfB Rheine om zich te plaatsen voor de play-offs voor de 2. Bundesliga, maar door de grote druk verloor Arminia met 1:2. Preußen Münster kon wel winnen en zou uiteindelijk promoveren naar de 2. Bundesliga. Twee jaar later, in 1991, degradeerde Preußen Münster opnieuw waardoor de clubs vaak tegen elkaar speelden en de rivaliteit steeds sterker opflakkerde. Enkele jaren later, in het seizoen 1994/1995, kon Bielefeld de Oberligaspiraal doorbreken en weer naar de 2. Bundesliga en een seizoen later naar de Bundesliga promoveren. Preußen Münster zakte steeds verder weg en degradeerde in 2006 zelfs naar het vierde niveau. Hoewel er tegen de millenniumwisseling een groot onderscheid tussen beide clubs was ontstaan (Bielefeld in de Bundesliga of 2. Bundesliga, Münster in de Oberliga of de Regionalliga), bleef de rivaliteit bestaan. Dat uitte zich opnieuw toen in 2005 de toenmalige voorzitter van Arminia Bielefeld, Hans-Hermann Schwick, bij het 100-jarige bestaan van de club gevraagd werd tegen welke club Arminia een vriendschappelijke wedstrijd zou moeten spelen. Daarop antwoordde hij 'ofwel tegen Real Madrid ofwel tegen Preußen Münster'. De rivalen zouden elkaar pas in het seizoen 2010-2011 voor het eerst in vijftien jaar weer ontmoeten. Net zoals de periode 1991-1995 flakkerde de rivaliteit tijdens de gemeenschappelijke seizoenen in de 3. Liga (2011-2013,2014/15) weer op. Fans van Bielefeld hebben een redelijk grote hoeveelheid uitdrukkingen om over hun rivaal te spreken: zo schrijven ze vaak niet 'Preußen', maar Prx. Ook de spreuk Wer nicht hüpft, der ist ein Preuße (vertaling: Iedereen die niet springt is een Pruis) gebruiken de fans regelmatig bij derbys.
Andere rivaliteiten hebben een minder uitgesproken karakter. De rivaliteit met VfL Osnabrück is daar een van. Toen Arminia Bielefeld, Preußen Münster en VfL Osnabrück nog samen in de 3. Liga speelden, vormden de drie clubs de zogenaamde 'Bermudadriehoek van de 3. Liga' omdat de steden niet zover van elkaar liggen en omdat derbys vaak uit de hand liepen, maar dat was in Osnabrück minder het geval dan in Münster. Andere rivaliteiten bestaan met VfL Bochum en SC Paderborn 07, hoewel die laatste niet zo uitgesproken is.

## Erelijst
- 2. Bundesliga

1978, 1980, 1999, 2020
- Kampioen West-Duitsland

1922, 1923
- Kampioen Westfalen

1913, 1921, 1922, 1923, 1924, 1925, 1926, 1927, 1933
- Kampioen Westfalen/Ravensberg-Lippe

1916, 1917
- Krombacher Bokaal

## Overzichtslijsten
| Niveau | Aantal | Periode (1947-2026) |
| ------ | ------ | --- |
| I      | 20     | 1949-1950, 1970-1972, 1978-1979, 1980-1985, 1996-1998, 1999-2000, 2002-2003, 2004-2009, 2020-2022                                                                   |
| II     | 38     | 1948-1949, 1950-1954, 1962-1970, 1972-1978, 1979-1980, 1985-1988, 1995-1996, 1998-1999, 2000-2002, 2003-2004, 2009-2011, 2013-2014, 2015-2020, 2022-2023, 2025-.... |
| III    | 21     | 1947-1948, 1954-1962, 1988-1995, 2011-2013, 2014-2015, 2023-2025 |

### Eindklasseringen vanaf 1964 (grafisch)
- 1964 11e
Regionalliga
- 1965 5e
Regionalliga
- 1966 10e
Regionalliga
- 1967 3e
Regionalliga
- 1968 4e
Regionalliga
- 1969 7e
Regionalliga
- 1970 2e
Regionalliga
- 1971 14e
Bundesliga
- 1972 18e
Bundesliga
- 1973 11e
Regionalliga
- 1974 14e
Regionalliga
- 1975 4e
2. Bundesliga
- 1976 9e
2. Bundesliga
- 1977 2e
2. Bundesliga
- 1978 1e
2. Bundesliga
- 1979 16e
Bundesliga
- 1980 1e
2. Bundesliga
- 1981 15e
Bundesliga
- 1982 12e
Bundesliga
- 1983 8e
Bundesliga
- 1984 8e
Bundesliga
- 1985 16e
Bundesliga
- 1986 4e
2. Bundesliga
- 1987 9e
2. Bundesliga
- 1988 20e
2. Bundesliga
- 1989 2e
Oberliga
- 1990 1e
Oberliga
- 1991 5e
Oberliga
- 1992 4e
Oberliga
- 1993 3e
Oberliga
- 1994 3e
Oberliga
- 1995 1e
Regionalliga
- 1996 2e
2. Bundesliga
- 1997 14e
Bundesliga
- 1998 18e
Bundesliga
- 1999 1e
2. Bundesliga
- 2000 17e
Bundesliga
- 2001 13e
2. Bundesliga
- 2002 2e
2. Bundesliga
- 2003 16e
Bundesliga
- 2004 2e
2. Bundesliga
- 2005 13e
Bundesliga
- 2006 13e
Bundesliga
- 2007 12e
Bundesliga
- 2008 15e
Bundesliga
- 2009 18e
Bundesliga
- 2010 7e
2. Bundesliga
- 2011 18e
2. Bundesliga
- 2012 13e
3. Liga
- 2013 2e
3. Liga
- 2014 16e
2. Bundesliga
- 2015 1e
3. Liga
- 2016 12e
2. Bundesliga
- 2017 15e
2. Bundesliga
- 2018 4e
2. Bundesliga
- 2019 7e
2. Bundesliga
- 2020 1e
2. Bundesliga
- 2021 15e
Bundesliga
- 2022 17e
Bundesliga
- 2023 16e
2. Bundesliga
- 2024 14e
3. Liga
- 2025 1e
3. Liga

- Niveau 1
- Niveau 2
- Niveau 3

| Legenda niveautijdlijn | Legenda niveautijdlijn      | Legenda niveautijdlijn      | Legenda niveautijdlijn      | Legenda niveautijdlijn    | Legenda niveautijdlijn |
| Liga                   | Seizoen 1963/64 t/m 1973/74 | Seizoen 1974/75 t/m 1993/94 | Seizoen 1994/95 t/m 2007/08 | Seizoen 2008/09 tot heden | Opmerking              |
| ---------------------- | --------------------------- | --------------------------- | --------------------------- | ------------------------- | ---------------------- |
| Bundesliga             | Niveau I                    | Niveau I                    | Niveau I                    | Niveau I                  |                        |
| 2. Bundesliga          | --                          | Niveau II                   | Niveau II                   | Niveau II                 |                        |
| 3. Liga                | --                          | --                          | --                          | Niveau III                |                        |
| Regionalliga           | Niveau II                   | --                          | Niveau III                  | Niveau IV                 |                        |
| Oberliga               | --                          | Niveau III *                | Niveau IV                   | Niveau V                  | * vanaf 1978/79        |

### Seizoensresultaten
| Seizoen   | Pos. | Niv. | Divisie       | Duels | Winst | Gelijk | Verlies | Doelsaldo | Punten | Tsch   | Topscorer                             | DFB Pokal    | Opmerkingen                              |
| --------- | ---- | ---- | ------------- | ----- | ----- | ------ | ------- | --------- | ------ | ------ | ------------------------------------- | ------------ | ---------------------------------------- |
| 2009–2010 | 7    | II   | 2. Bundesliga | 34    | 16    | 5      | 13      | 48–41     | 49     | 14.782 | Giovanni Federico (12)                | 2e ronde     |                                          |
| 2010–2011 | 18   | II   | 2. Bundesliga | 34    | 4     | 8      | 22      | 28–65     | 17     | 13.579 | Sebastian Heidinger / Josip Tadić (5) | 2e ronde     |                                          |
| 2011–2012 | 13   | III  | 3. Liga       | 38    | 12    | 14     | 12      | 51–57     | 50     | 8.935  | Fabian Klos (10)                      | 1e ronde     |                                          |
| 2012–2013 | 2    | III  | 3. Liga       | 38    | 22    | 10     | 6       | 59–32     | 76     | 10.355 | Fabian Klos (20)                      | 2e ronde     |                                          |
| 2013–2014 | 16   | II   | 2. Bundesliga | 34    | 9     | 8      | 17      | 40–58     | 35     | 16.904 | Fabian Klos (9)                       | 2e ronde     |                                          |
| 2014–2015 | 1    | III  | 3. Liga       | 38    | 22    | 8      | 8       | 75–41     | 74     | 14.538 | Fabian Klos (23)                      | halve finale |                                          |
| 2015–2016 | 12   | II   | 2. Bundesliga | 34    | 8     | 18     | 8       | 38–39     | 42     | 17.534 | Fabian Klos (12)                      | 1e ronde     |                                          |
| 2016–2017 | 15   | II   | 2. Bundesliga | 34    | 8     | 13     | 13      | 50–54     | 37     | 17.504 | Fabian Klos (13)                      | kwartfinale  |                                          |
| 2017–2018 | 4    | II   | 2. Bundesliga | 34    | 12    | 12     | 10      | 51-47     | 48     | 18.002 | Andreas Voglsammer (13)               | 1e ronde     |                                          |
| 2018–2019 | 7    | II   | 2. Bundesliga | 34    | 8     | 13     | 13      | 50–54     | 37     | 19.127 | Fabian Klos (17)                      | 2e ronde     |                                          |
| 2019–2020 | 1    | II   | 2. Bundesliga | 34    | 18    | 14     | 2       | 65-30     | 68     | 14.958 | Fabian Klos (21)                      | 2e ronde     |                                          |
| 2020–2021 | 15   | I    | Bundesliga    | 34    | 9     | 8      | 17      | 26-52     | 35     | --     | Fabian Klos/ Ritsu Doan (5)           | 1e ronde     |                                          |
| 2021–2022 | 17   | I    | Bundesliga    | 34    | 5     | 13     | 16      | 27-53     | 28     | 16.773 | Masaya Okugawa (8)                    | 2e ronde     |                                          |
| 2022-2023 | 16   | II   | 2. Bundesliga | 34    | 9     | 7      | 18      | 50-62     | 34     | 21.740 | Robin Hack (10)                       | 2e ronde     | Relegation > SV Wehen Wiesbaden: 0-4/1-2 |
| 2023-2024 | 14   | III  | 3. Liga       | 38    | 11    | 13     | 14      | 48-47     | 46     | 18.640 | Fabian Klos (10)                      | 2e ronde     | Winnaar Westfalenpokal > SC Verl: 3-1    |
| 2024-2025 | 1    | III  | 3. Liga       | 38    | 21    | 9      | 8       | 64-36     | 72     | 21.285 | Julian Kania (14)                     | finale       | < VfB Stuttgart: 2-4                     |

## Arminia in Europa
Groep = groepsfase,  T/U = Thuis/Uit, W = Wedstrijd, PUC = punten UEFA coëfficiënten .
Uitslagen vanuit gezichtspunt Arminia
| Seizoen | Competitie    | Ronde        | Land                           | Club             | Totaalscore | 1e W    | 2e W    | PUC |
| ------- | ------------- | ------------ | ------------------------------ | ---------------- | ----------- | ------- | ------- | --- |
| 1982    | Intertoto Cup | Groep 2      | Vlag van Polen                 | Widzew Łódź      | 2-3         | 1–1 (T) | 1–2 (U) | 0.0 |
|         |               | Groep 2      | Vlag van Zwitserland           | FC St. Gallen    | 5-2         | 3–1 (T) | 2–1 (U) | 0.0 |
|         |               | Groep 2 (2e) | Vlag van België                | Club Luik        | 3-4         | 1–1 (T) | 2–3 (U) | 0.0 |
| 1983    | Intertoto Cup | Groep 8      | Vlag van Zweden                | Hammarby IF      | 1-4         | 0–2 (T) | 1–2 (U) | 0.0 |
|         |               | Groep 8      | Vlag van Bulgarije (1971-1990) | Botev Vratsa     | 5-0         | 4–0 (T) | 1–0 (U) | 0.0 |
|         |               | Groep 8 (2e) | Vlag van Noorwegen             | Bryne FK         | 4-1         | 3–1 (T) | 1–0 (U) | 0.0 |
| 1985    | Intertoto Cup | Groep 8      | Vlag van Israël                | Maccabi Haifa    | 9-4         | 8–2 (T) | 1–2 (U) | 0.0 |
|         |               | Groep 8      | Vlag van Oostenrijk            | SK Sturm Graz    | 0-2         | 0–0 (U) | 0–2 (T) | 0.0 |
|         |               | Groep 8 (2e) | Vlag van Israël                | Beitar Jeruzalem | 2-1         | 1–1 (U) | 1–0 (T) | 0.0 |

Zie ook
- Deelnemers UEFA-toernooien Duitsland

## Spelers records
Top-5 meest gespeelde wedstrijden
| Nr. | Land      | Naam            | Positie      | Periode   | Aantal |
| --- | --------- | --------------- | ------------ | --------- | ------ |
| 1.  | Duitsland | Fabian Klos     | Aanvaller    | 2011-2024 | 463    |
| 2.  | Duitsland | Wolfgang Kneib  | Doelman      | 1980-1993 | 420    |
| 3.  | Duitsland | Wolfgang Pohl   | Middenvelder | 1974-1985 | 365    |
| 4.  | Duitsland | Helmut Schröder | Middenvelder | 1977-1988 | 344    |
| 5.  | Duitsland | Rüdiger Kauf    | Middenvelder | 2001-2011 | 295    |

Top-5 Doelpuntenmakers
| Nr. | Land      | Naam               | Periode               | Aantal |
| --- | --------- | ------------------ | --------------------- | ------ |
| 1.  | Duitsland | Fabian Klos        | 2011-2024             | 180    |
| 2.  | Duitsland | Ernst Kuster†      | 1966-1971             | 112    |
| 3.  | Polen     | Artur Wichniarek   | 1999-2003 / 2006-2009 | 88     |
| 4   | Duitsland | Norbert Eilenfeldt | 1976-1981 / 1986-1988 | 87     |
| 5.  | Duitsland | Gerd Roggensack†   | 1963-1972             | 71     |

- t/m 18-05-2025

## Trainer-coaches
| Van        | Tot        | Naam                    | D | W | G | V |
| ---------- | ---------- | ----------------------- | - | - | - | - |
| 01.07.2022 | 17.08.2022 | Uli Forte               |   |   |   |   |
| 02.03.2021 | 20.04.2022 | Frank Kramer            |   |   |   |   |
| 10.12.2018 | 01.03.2021 | Uwe Neuhaus             |   |   |   |   |
| 20.03.2017 | 10.12.2018 | Jeff Saibene            |   |   |   |   |
| 23.10.2016 | 14.03.2017 | Jürgen Kramny           |   |   |   |   |
| 30.06.2016 | 23.10.2016 | Rüdiger Rehm            |   |   |   |   |
| 24.02.2014 | 30.06.2016 | Norbert Meier           |   |   |   |   |
| 01.10.2011 | 22.02.2014 | Stefan Krämer           |   |   |   |   |
| 01.07.2011 | 20.09.2011 | Markus von Ahlen        |   |   |   |   |
| 08.11.2010 | 30.06.2011 | Ewald Lienen            |   |   |   |   |
| 01.07.2010 | 06.11.2010 | Christian Ziege         |   |   |   |   |
| 30.03.2010 | 08.06.2010 | Frank Eulberg           |   |   |   |   |
| 12.03.2010 | 29.03.2010 | Detlev Dammeier         |   |   |   |   |
| 01.07.2009 | 11.03.2010 | Thomas Gerstner         |   |   |   |   |
| 19.05.2009 | 30.06.2009 | Jörg Berger             |   |   |   |   |
| 15.12.2007 | 17.05.2009 | Michael Frontzeck       |   |   |   |   |
| 11.12.2007 | 17.12.2007 | Detlev Dammeier         |   |   |   |   |
| 14.03.2007 | 10.12.2007 | Ernst Middendorp        |   |   |   |   |
| 12.02.2007 | 13.03.2007 | Frank Geideck           |   |   |   |   |
| 11.05.2005 | 11.02.2007 | Thomas von Heesen       |   |   |   |   |
| 01.03.2004 | 10.05.2005 | Uwe Rapolder            |   |   |   |   |
| 17.02.2004 | 29.02.2004 | Thomas von Heesen       |   |   |   |   |
| 23.10.2000 | 16.02.2004 | Benno Möhlmann          |   |   |   |   |
| 17.10.2000 | 22.10.2000 | Frank Geideck           |   |   |   |   |
| 01.07.1999 | 16.10.2000 | Hermann Gerland         |   |   |   |   |
| 17.08.1998 | 30.06.1999 | Thomas von Heesen       |   |   |   |   |
| 24.08.1994 | 17.08.1998 | Ernst Middendorp        |   |   |   |   |
| 01.07.1994 | 28.08.1994 | Wolfgang Sidka          |   |   |   |   |
| 16.02.1994 | 30.06.1994 | Theo Schneider          |   |   |   |   |
| 01.07.1992 | 15.02.1994 | Ingo Peter              |   |   |   |   |
| 01.07.1991 | 30.06.1992 | Fritz Grösche           |   |   |   |   |
| 16.10.1990 | 30.06.1991 | Franz Raschid           |   |   |   |   |
| 19.04.1988 | 15.10.1990 | Ernst Middendorp        |   |   |   |   |
| 15.09.1987 | 18.04.1988 | Joachim Krug            |   |   |   |   |
| 01.11.1986 | 14.09.1987 | Fritz Fuchs             |   |   |   |   |
| 08.02.1986 | 25.10.1986 | Horst Franz             |   |   |   |   |
| 23.03.1984 | 15.02.1986 | Gerd Roggensack         |   |   |   |   |
| 01.07.1983 | 22.03.1984 | Karlheinz Feldkamp      |   |   |   |   |
| 01.07.1982 | 30.06.1983 | Horst Köppel            |   |   |   |   |
| 01.12.1980 | 30.06.1982 | Horst Franz             |   |   |   |   |
| 21.10.1980 | 30.11.1980 | Willi Nolting           |   |   |   |   |
| 15.10.1979 | 20.10.1980 | Hans-Dieter Tippenhauer |   |   |   |   |
| 10.10.1978 | 11.10.1979 | Otto Rehhagel           |   |   |   |   |
| 01.07.1978 | 08.10.1978 | Milovan Beljin          |   |   |   |   |
| 01.07.1976 | 30.06.1978 | Karlheinz Feldkamp      |   |   |   |   |
| 01.07.1974 | 30.06.1976 | Erhard Ahmann           |   |   |   |   |
| 01.12.1973 | 30.06.1974 | Rudi Faßnacht           |   |   |   |   |
| 01.02.1972 | 30.09.1972 | Jan Notermans           |   |   |   |   |
| 01.01.1972 | 31.01.1972 | Hellmut Meidt           |   |   |   |   |
| 01.07.1969 | 21.12.1971 | Egon Piechaczek         |   |   |   |   |
| 01.07.1966 | 30.06.1969 | Hans Wendlandt          |   |   |   |   |
| 01.04.1963 | 30.06.1965 | Hellmut Meidt           |   |   |   |   |
| 01.07.1946 | 30.06.1947 | Ferdinand Swatosch      |   |   |   |   |
| 01.07.1939 | 30.06.1940 | Ferdinand Swatosch      |   |   |   |   |
| 01.07.1934 | 30.06.1935 | Otto Faist              |   |   |   |   |